# Млечино
Млѐчино е село в Южна България, община Ардино, област Кърджали.

## География
| Население по години | Население по години |
| ------------------- | ------------------- |
| 1934 г.             | 2106 души           |
| 1946 г.             | 2404 души           |
| 1956 г.             | 2231 души           |
| 1975 г.             | 2134 души           |
| 1985 г.             | 2168 души           |
| 1992 г.             | 551 души            |
| 2001 г.             | 325 души            |
| 2011 г.             | 313 души            |
| 2019 г.             | 443 души            |

Село Млечино се намира в най-източната част на Западните Родопи, на 4 – 5 км западно от границата им с Източните Родопи, в централната част на родопския Жълти дял, на около 17 km западно от центъра на град Кърджали и 6 km север-североизточно от град Ардино.
Село Млечино има четири квартала (наричани и махали) извън границите на централната му част – кварталите Бранево, Карабаш, Голица и Ослец. Селото и два от кварталите му са разположени по югоизточния склон на възвишение, ориентирано в направление приблизително югозапад – североизток. В близост върху съседни възвишения се намират от запад село Искра и другите два квартала на Млечино, от изток село Богатино и от юг село Червена скала.
Надморската височина при входната пътна табела на село Млечино откъм Богатино е около 710 м, при джамията – около 750 м, а на запад от нея нараства до около 800 м. Надлъжният наклон на билото е към североизток, където то достига до язовир с площ около 4 ha, части от който попадат в землищата на селата Млечино (около 2 ha, поземлен имот с кадастрален идентификатор 48756.1.762, данни към 1 юни 2023), Богатино (07925.12.51) и Левци (44896.1.199).
От центъра на Млечино се разклоняват три пътя – на юг за Кърджали, на запад за Ардино и на север покрай хижа „Млечино“ за селата Горно Прахово, Долно Прахово, Башево и други.
Етническият състав на населението на село Млечино по численост и дял на етническите групи според преброяването през 2011 г. е:
| Етнически групи     | Численост | Дял (в %) |
| Общо                | 313       | 100       |
| Българи             | 0         | 0         |
| Турци               | 299       | 95,53     |
| Цигани              | 0         | 0         |
| Други               | -         | -         |
| Не се самоопределят | 10        | 3,19      |
| Не отговорили       | 4         | 1,28      |

## История
Селото – тогава с име Сют кееси – е в България от 1912 г. Преименувано е на Млечино с министерска заповед № 3775, обнародвана на 7 декември 1934 г.
Към 31 декември 1934 г. село Млечино се е състояло от махалите Богатино (Чорбаджилар), Бранево (Ходжа-кьой), Голица (Каралар), Ефендилер, Искра (Мусалар), Карабаш махала, Кобила (Сефелер), Леваци (Соланлар), Малка ябълка (Кючук-алмалъ̀), Ослец (Ешелер), Хромица (Топалар) и Червена скала (Ал-кая).
През 1986 г. от село Млечино се отделят селата Богатино, Искра, Левци и Червена скала.
Във фондовете на Държавния архив Кърджали се съхраняват документи от съответни периоди на/за:
- Трудово кооперативно земеделско стопанство „Червена звезда“ – с. Млечино, Кърджалийско; фонд 307; период 1958 – 1959 г.;
- Обединено трудово кооперативно земеделско стопанство „Червена звезда“ – с. Млечино, Кърджалийско; фонд 373; период 1960 – 1979 г.;
- Потребителна кооперация „Родопска крепост“ – с. Млечино, Кърджалийско; фонд 418; период 1946 – 1994 г.; Промени в наименованието на фондообразувателя:

– Кредитна кооперация „Родопска крепост“ – с. Млечино, Кърджалийско (1946 – 1948);
– Всестранна кооперация „Родопска крепост“ – с. Млечино, Кърджалийско (1948 – 1952);
– Селска потребителна кооперация „Родопска крепост“ – с. Млечино, Кърджалийско (1952 – 1958);
– Потребителна кооперация „Родопска крепост“ – с. Млечино, Кърджалийско (1958 –);
- Народно читалище „Назъм Хикмет“ – с. Млечино, Кърджалийско; фонд 539; период 1958 – 1961 г.;
- Народно основно училище „Христо Смирненски“ – с. Млечино, Кърджалийско; фонд 974; период 1956 – 1985 г.;

– Начално училище – с. Млечино, Кърджалийско (1944 – 1947);
– Народно основно училище „Христо Смирненски“ – с. Млечино, Кърджалийско (1947 – ...);
- Аграрно-промишлен комплекс – с. Млечино, Кърджалийско; фонд 1006; период 1979 – 1995 г.;

– Аграрно-промишлен комплекс – с. Млечино, Кърджалийско (1979 – 1988);
– Селскостопанска бригада – с. Млечино, Кърджалийско (1988 – 1989);
– Кооперативно земеделско стопанство – с. Млечино, Кърджалийско (1989 – 1992);
– Кооперативно земеделско стопанство – с. Млечино, Кърджалийско (в ликвидация) (1992 – 1995);
- Производствено предприятие към Аграрно-промишлен комплекс – с. Млечино, Кърджалийско; фонд 1029; период 1980 – 1988 г.

На 24 декември 1984 г., в началото на кампанията за преименуване на турците по време на Възродителния процес, властите разпръскват със сила демонстрация на жители на Млечино, при което е убит един човек – първата жертва в кампанията.

## Религии
Изповядваната в село Млечино религия е ислям.

## Обществени институции
Село Млечино е център на кметство Млечино.
Молитвеният дом в село Млечино е джамия.
В центъра на Млечино има Младежки дом с читалище „Любен Каравелов“ в сградата. В селото е действало до 2009 г. основно училище „Христо Смирненски“, закрито поради недостиг на деца.